# Macarsca
Macarsca (in croato Makarska, [mâkarskaː]) è una città della Croazia situata sul mare Adriatico.
La città, che dista circa 60 km da Spalato e 140 da Ragusa, fa parte della regione spalatino-dalmata e ha una popolazione di 13 984 abitanti.
La riviera di Macarsca è una delle mete turistiche più frequentate della Dalmazia centro-meridionale.
Macarsca ospita uno dei più importanti e strategici impianti di trasmissione radiotelevisivi della Croazia, con ripetitori posti su cima San Giorgio (1762 m), vetta del Monte Biocovo, che emettono il segnale delle tv croate (HRT, Nova, RTL e locali) in tutta la Dalmazia meridionale, ma anche in parte dell'Erzegovina e, in caso di propagazione del segnale, nelle Marche costiere e in parte delle province di Teramo, Pescara, Chieti e Campobasso. Il porto della città è sede anche di collegamenti via traghetto con auto al seguito con l’isola di Brazza, più precisamente con la località di San Martino di Brazza.

## Storia
Macarsca fece parte dello Stato da Mar della Repubblica di Venezia per un breve periodo nel Basso Medioevo e dal 1700 fino al 1797 anno della caduta della Repubblica di Venezia.
Il patrono della città (e della diocesi di Macarsca, oggi parte dell'arcidiocesi di Spalato-Macarsca) è San Clemente.

## Monumenti e luoghi d'interesse
- Cattedrale di San Marco, del XVIII secolo.
- Santuario di Vepric, a nord-ovest della città.

## Società

### La presenza autoctona di italiani
È presente una piccola comunità di italiani autoctoni che rappresentano una minoranza residuale di quelle popolazioni italiane che abitarono per secoli ed in gran numero, la penisola dell'Istria e le coste e le isole del Quarnaro e della Dalmazia, territori che furono della Repubblica di Venezia. La presenza degli italiani a Macarsca è drasticamente diminuita in seguito agli esodi che hanno seguito la prima e la seconda guerra mondiale.
Secondo i censimenti asburgici la minoranza italiana contava 120 abitanti nel 1880, 124 nel 1890 e 74 nel 1900. Oggi a Macarsca, secondo il censimento ufficiale croato del 2011, è presente un piccolo nucleo di italiani, lo 0,03% della popolazione complessiva.

## Località
Il comune di Macarsca comprende 2 insediamenti (naselja): Macarsca (Makarska) e Vellobarda (Veliko Brdo)

## Amministrazione

### Gemellaggi
- Nocera Inferiore, dal 2017[11]